# Geranium dolomiticum
Geranium dolomiticum là một loài thực vật có hoa trong họ Mỏ hạc. Loài này được Rothm. mô tả khoa học đầu tiên năm 1934.